# Arquipélago de Gotemburgo

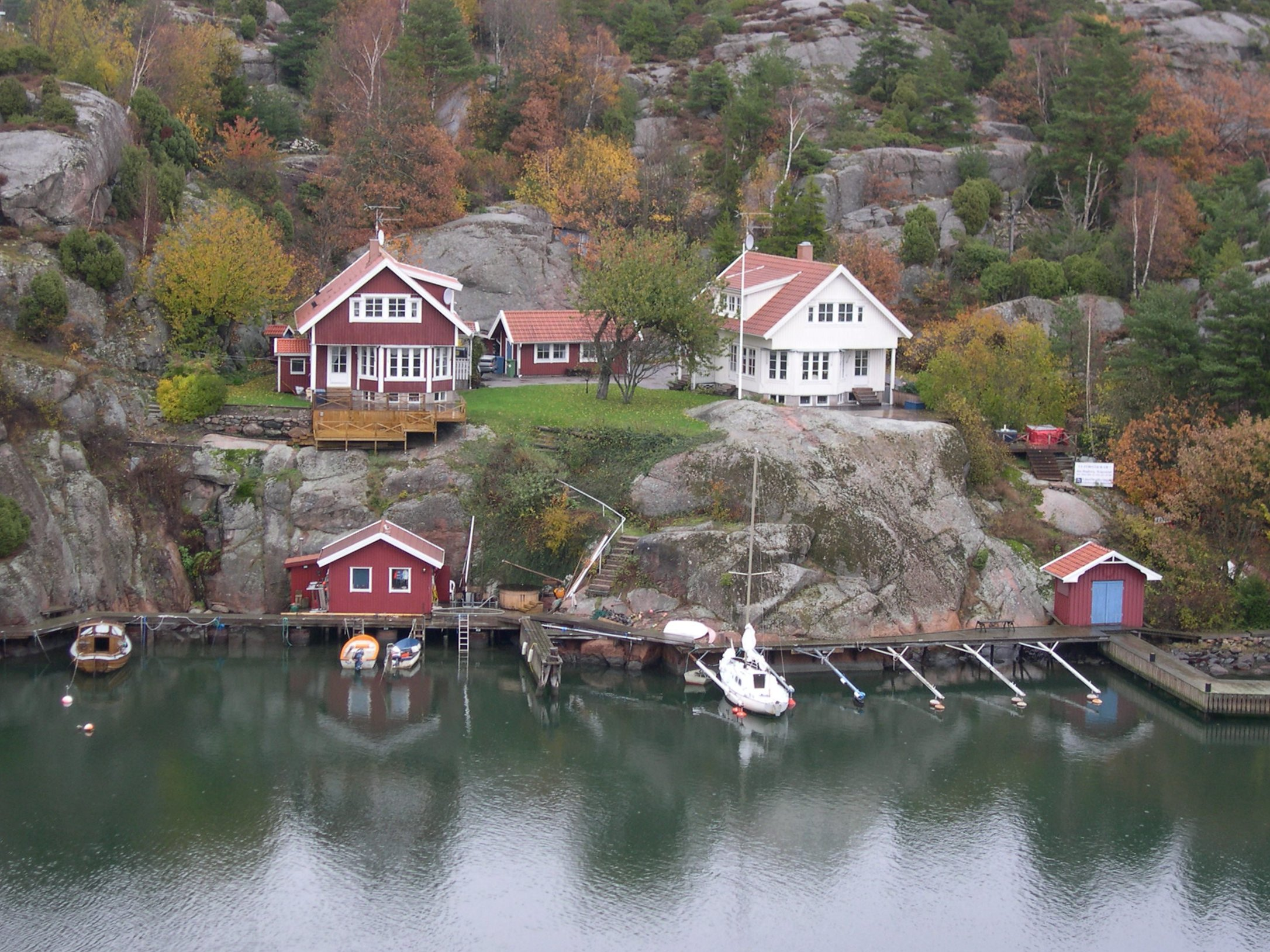
Casas típicas das ilhas

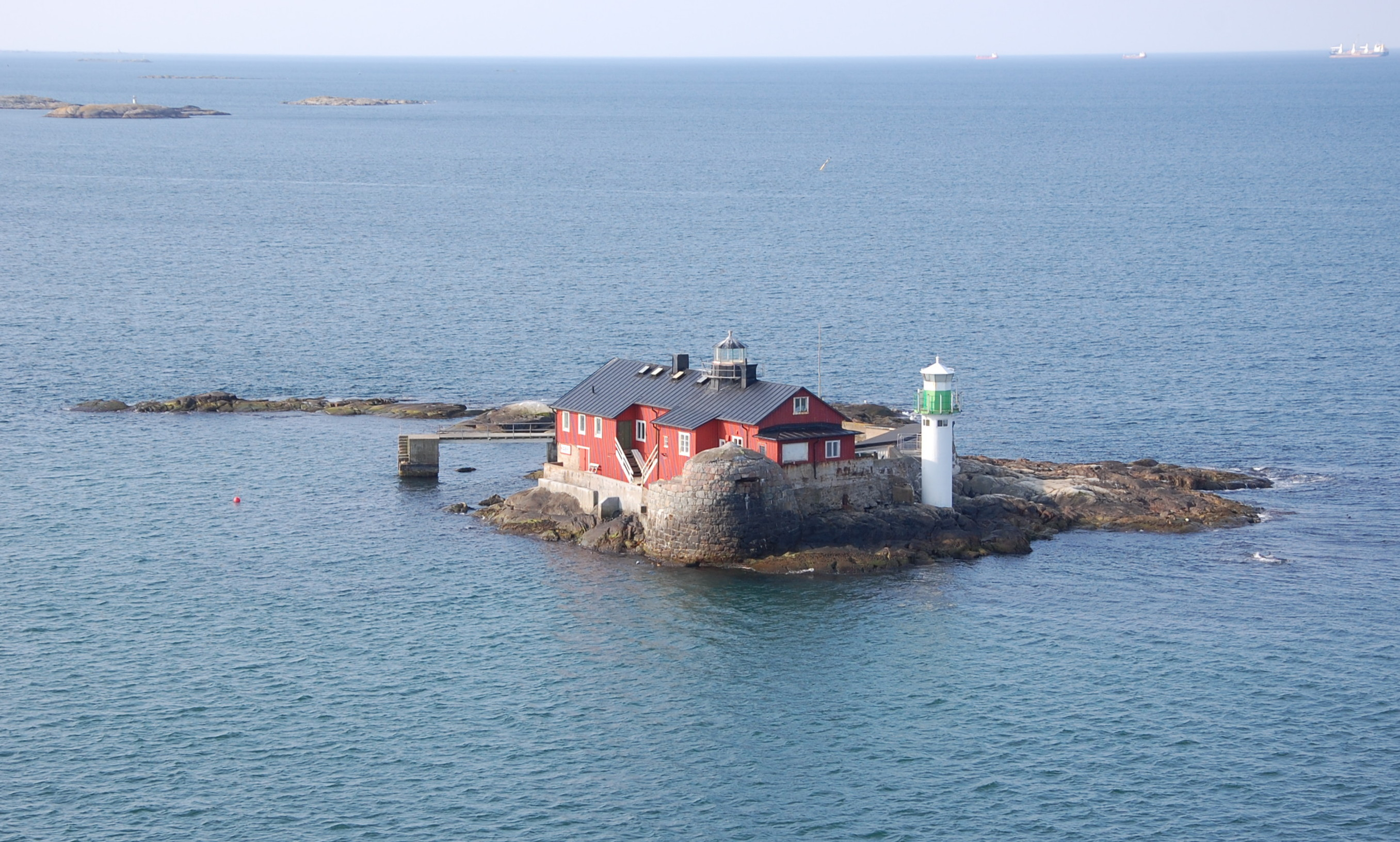
Böttö, uma das mais pequenas ilhas do arquipélago.

O arquipélago de Gotemburgo (em sueco: Göteborgs skärgård) é um conjunto de mais de 20 ilhas ao largo da região de Gotemburgo.

Costuma ser dividido em dois grupos distintos:

- O arquipélago do Norte de Gotemburgo (Norra skärgården ou Göteborgs norra skärgård)
- O arquipélago do Sul de Gotemburgo (Södra skärgården ou Göteborgs södra skärgård)

## Arquipélago do Norte
É conhecido como "arquipélago do Norte" (Norra skärgården), "arquipélago do Norte de Gotemburgo" (Göteborgs norra skärgård) ou ainda como "ilhas de Öckerö" (Öckerö-öarna) ou "arquipélago do Sul da Bohuslän" (Bohusläns södra skärgård).

Constitui o município de Öckerö, pertencente ao condado da Västra Götaland.

Está ligado por ferryboat entre Lilla Varholmen, na terra firme, e as ilhas de Hönö, Björkö, Källö-Knippla, Hyppeln e Rörö. 
É composto pelas seguintes 10 ilhas: 
- Björkö
- Fotö
- Grötö
- Hyppeln
- Hälsö
- Hönö
- Kalvsund
- Källö-Knippla
- Rörö
- Öckerö

## Arquipélago do Sul
É conhecido como "arquipélago do Sul" (Södra skärgården) ou "arquipélago do Sul de Gotemburgo" (Göteborgs södra skärgård).

Faz parte do município de Gotemburgo, pertencente ao condado da Västra Götaland.

Está ligado por ferryboat a Saltholmen e Stenpiren, na terra firme. 
É composto pelas seguintes ilhas: 
- Asperö
- Brännö
- Donsö
- Knarrholmen
- Kårholmen
- Källö
- Känsö
- Köpstadsö
- Sjumansholmen
- Stora Förö e Lilla Förö
- Styrsö
- Vargö
- Vrångö